# 迪芬巴克欧瓦勒
迪芬巴克欧瓦勒（法語：Dieffenbach-au-Val，发音：[difənbak.o.val] 或 [difənbax.o.val]；德语：Diefenbach）是法国下莱茵省的一个市镇，属于塞莱斯塔-埃尔什泰因区（Sélestat-Erstein）和米齐格县（Mutzig）。该市镇总面积2.95平方公里，2009年时的人口为621人。

## 人口
迪芬巴克欧瓦勒人口变化图示